# ガブリエル

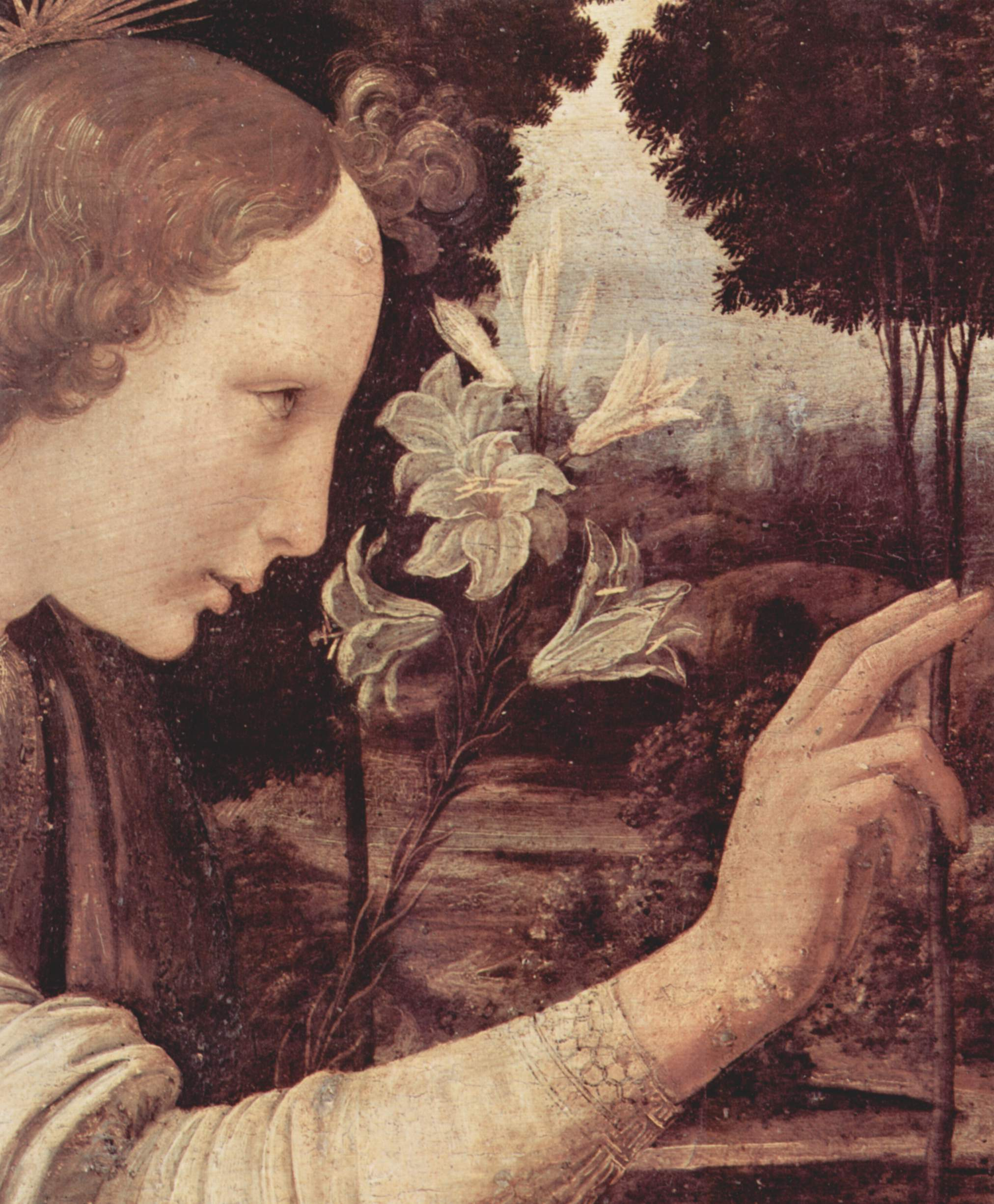
レオナルド・ダ・ヴィンチの『受胎告知』に描かれたガブリエル

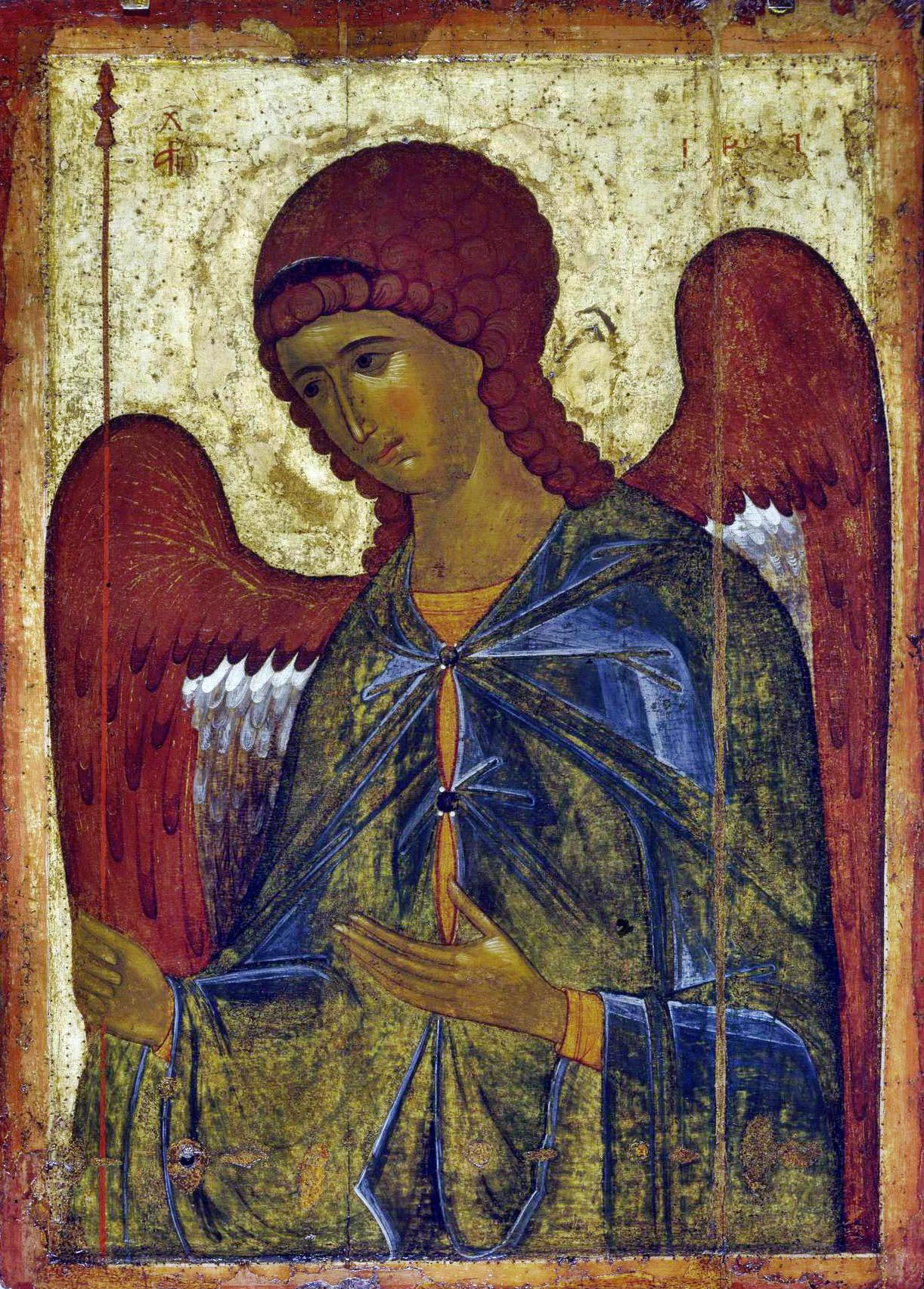
14世紀末に描かれたビザンティンイコン。トレチャコフ美術館所蔵

ガブリエル（ヘブライ語: גַברִיאֵל (Gaḇrīʾēl)、古代ギリシア語: Γαβριήλ (Gabriḗl)、アラビア語: جِبرِيل (Jibrīl)、英語: Gabriel [ˈɡeɪbɹiəl]）は、旧約聖書『ダニエル書』にその名があらわれる天使。ユダヤ教からキリスト教、イスラム教へと引き継がれ、キリスト教ではミカエル、ラファエルと共に三大天使の一人であると考えられている（ユダヤ教ではウリエルを入れて四大天使）。西方キリスト教美術の主題の一つ「受胎告知」などの西洋美術において、彼は優美な青年で描かれる。時には威厳のある表情で描かれることもある。
聖書においてガブリエルは「神のことばを伝える天使」であった。ガブリエルという名前は「神の人」という意味である。
日本ハリストス正教会では教会スラヴ語読みからガウリイルとよばれている。
キリスト教において、最後の審判のときにラッパを鳴らし、死者を甦らせる天使はガブリエルである。

## ユダヤ教とガブリエル
ユダ王国の滅亡からバビロン捕囚時代を舞台に書かれた旧約聖書の『ダニエル書』の中で、預言者ダニエルの幻の中に現れるのがガブリエルであり、神がその名前を呼ぶ場面がある(8章15節〜17節参照)。ダニエルは雄山羊と雄羊が格闘する幻を見せられ、その意味について思い悩むが、そこへガブリエルが幻の意味を解き明かすために現れる。
ガブリエルは「終わりの日」に関するその幻の意味についてダニエルに説明する。ガブリエルはキュロス王の出現と、ユダヤ人の解放、エルサレム神殿の再建について語る。
3世紀のラビ、シメオン・ベン・ラキシュは、ミカエルという名前や天使の思想はユダヤ人が新バビロニア王国に捕囚されていた時代にバビロニアの宗教の影響によって彼らの信仰する神が取り込まれたものだという説を唱えた。この説は現代の学者たちに広く受け入れられている。ガブリエルはカルデアを起源とする存在だったと考えられている。また、シュメール人の神だったという説もある。
ユダヤの伝承『タルムード』では、太祖ヨセフに道を示したのも、モーセの遺体を運んだのもガブリエルであるとされている。『タルムード』に収録されている物語『アガーダ』に記された伝説では、地上であと一日しか生きられないと告げられたモーゼが十三巻の文書を一気に書き上げる。その際、神は太陽の動きを遅め、日が沈むまでに書き終えられるようにした。その時にガブリエルが現われ、その文書を天界の裁判所へ持って行った。そしてガブリエルは死の床にあるモーゼを訪れ慰める。ガブリエルは寝台を用意し、ミカエルが紫色の布をかけた。

## キリスト教とガブリエル
ガブリエルはキリスト教の伝統の中で「神のメッセンジャー」という役割を担うことが多い。たとえば『ルカによる福音書』では祭司ザカリアのもとにあらわれて洗礼者ヨハネの誕生をつげ、マリアのもとに現れてイエス・キリストの誕生を告げる。
聖書本文に名前は出ないが、伝統的に『ヨハネの黙示録』にあらわれて、ヨハネに神のことばを告げる天使もガブリエルであると考えられてきた。最後の審判のときにラッパを鳴らし、死者を甦らせるのもガブリエルだという。
カトリック教会ではガブリエルは通信事業の守護者であり、その聖名祝日はラファエル・ミカエルと共に9月29日である。ガブリエルが聖母マリアを訪れてイエスの誕生を告げた出来事は「お告げ」あるいは「受胎告知」といわれ、カトリック教会では3月25日に記念されている。聖母マリアの純潔を示す、白百合を携えて描かれていることが多い。また、ロザリオの祈りの喜びの玄義の第一玄義はこの「お告げ」の出来事になっている。
正教会でも生神女（マリア）のもとを訪れてイイスス（イエスの中世ギリシャ語・教会スラヴ語読み）の誕生を告げたのはガウリイルであると伝承されており、生神女福音祭のイコンにその情景が描かれる（正教では通例「受胎告知」の用語を用いず、「生神女福音」の語彙が用いられる）。正教会の聖堂に設置されるイコノスタシスではしばしば天軍首ミハイルとともに南門・北門にガブリエルのイコンが描かれる。杖または百合をもっていることもある。
ただし、正教会をはじめとした東方教会は西方教会とは異なる歴史を辿ったため、図像表現についても西方教会における状況がそのまま当て嵌まる訳では無い。西方教会のように優美で女性的な表現はビザンティンイコンにおいては皆無であり、西方教会の文化的影響を蒙った地域においてもそうした傾向は限定的であり、イコンのみならず宗教的題材を扱った世俗絵画においても同様のことが言える。

## イスラム教とガブリエル

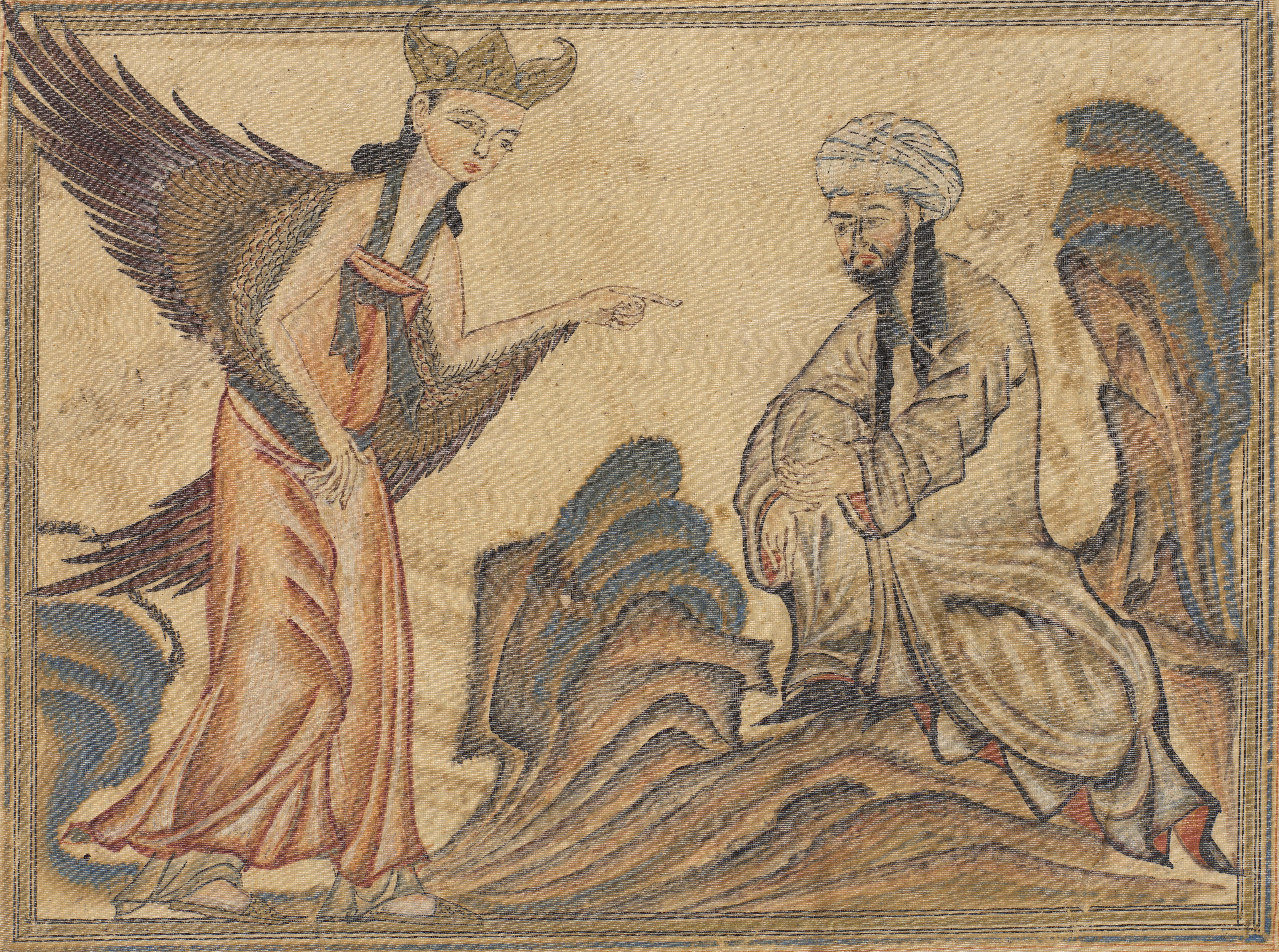
ムハンマドに天啓を授けるジブリール。ラシードゥッディーン編『集史』（14世紀）より

ユダヤ教、キリスト教から天使の姿はイスラム教にも受け継がれた。アラビア語ではガブリエルはジブリール（アラビア語: جِبرِيل）と呼ばれている。
イスラム教では、ジブリールは預言者ムハンマドに神の言葉である『クルアーン』を伝えた存在である（2章97節等）。このため、ジブリールは天使の中で最高位に位置づけられている。
610年頃、メッカ郊外のヒラー山の洞窟で瞑想していたムハンマドは突如金縛りに襲われた。そのとき天から大天使ジブリールが現れ、「誦め（よめ）」と言った。ムハンマドが「何を誦めと言うのですか」と苦しみながら尋ねたところ、ジブリールはフッと消えていった。この時よりクルアーンの啓示が始まる。それから二十三年の間、ジブリールはムハンマドの元を度々訪れてはクルアーンの各章を啓示していった（クルアーン96章など）。
有名な「夜の旅」の逸話にもジブリールが登場する。ある夜ジブリールに起こされたムハンマドは、翼を持つブラークと呼ばれる動物にまたがり、天使に導かれてエルサレムへ夜の空の旅に出る（クルアーン17章）。そこでムハンマドは天国と宇宙を訪れ、全ての預言者に出会い、彼らと共に礼拝を行い、その後再びブラークに乗り、メッカへと戻ってきたという。
またハディースによると、ジブリールは624年バドルの戦いにおいて、ムハンマドの率いるムスリム軍と共に反イスラームの戦士たちと戦い、勝利をもたらした。
また、ハガル（ハージャル）とイシュマエル（イスマーイール）が飢えと乾きによって死にかけていた時に、彼らのために決して枯れることのない井戸をメッカに掘ったという（現在でもカアバに隣接しているザムザムの泉のことで、伝説によるとムハンマドより数世代前のメッカでの争乱によって長らく埋められていたものを、ムハンマドの祖父アブドゥル＝ムッタリブが再発見したと言われている）。
イスラムの伝説では、ジブリールは1600枚の翼と濃い黄色の髪を持ち、両目の間には太陽が埋め込まれているという。彼は毎日、光の大海に360回入り、前に進むとそれぞれの翼からしずくが落ち、アッラーフを讃える天使となる。
クルアーンを示すために現われた時、彼の翼は緑色で東から西への地平線ほどの長さもあり、足は黄色で、輝く顔の両目の間には「神（アッラーフ）のほかに神なし、ムハンマドは神の預言者なり」という言葉が刻み込まれていた。

## 文学
- 中世の叙事詩『ローランの歌』の中でガブリエルはカール大帝に対し、ローランにデュランダルの剣を与えるよう指示し、命を落としたローランの魂を天国に運んでいる。
- また、ジョン・ミルトンの『失楽園』ではガブリエルは天使の長としてエデンの園を守る存在として描かれている[13]。

## その他
- アブラハムの宗教と呼ばれるユダヤ教、キリスト教、イスラム教において、ガブリエルは共通して大天使、神の言葉を伝えるメッセンジャーである。
- 儀式魔術（英語版）において、ガブリエルには西、青色、水の元素との象徴的対応関係が設定されている[14]。